# アレクサンドル・プトゥシコ
アレクサンドル・ルキッチ・プトゥシコ（ロシア語: Александр Лукич Птушко、英語: Aleksandr Lukich Ptushko、1900年4月19日 ロシア帝国ルガンスク - 1973年3月6日 ソビエト連邦モスクワ）は、ソビエト連邦のアニメーション、ファンタジー映画の監督。ソビエト・アニメーション映画の初期の重要人物。「ソビエトのウォルト・ディズニー」とも呼ばれている。もっとも、それは誤解を招きかねない。厳密に言うなら、ウィリス・オブライエンやレイ・ハリーハウゼンと較べるべきかも知れない。
プトゥシコは短編ストップモーション・アニメーション映画の監督からスタートした。やがて長編映画も撮るようになるが、その中では、実写、ストップモーション、クリエイティヴな特殊効果を駆使している。題材は、ロシアの民話・おとぎ話が多い。長編第1作の『新ガリバー』（1935年）から亡くなるまでに、ロシア映画史に残る多くの子供向け映画を作り続けた。それらは素晴らしい視覚的センスとスペクタクルに満ち、大変な人気を呼び、また国際的にも賞賛された。

## 映画人生

### パペット・アニメーション時代
1927年、モスクワのモスフィルム撮影所に入社した時から、プトゥシコの映画人生はスタートした。最初は他の監督の短編ストップモーション・アニメーション映画の人形（パペット）を作っていた。しかし、ほどなく監督になり、Bratishkinという名前のキャラクターを主人公としたサイレントのパペット・アニメーション映画シリーズを撮りだした。そのシリーズは1928年から1932年まで続き、プトゥシコは監督と美術を担当した。その間、プトゥシコはさまざまなアニメーション技術の実験（たとえば、同一フレームでパペットと実写を合成させること）を繰り返した。プトゥシコの特撮技術は有名になった。しかし、それらの作品は現在では残っていない。
1933年、プトゥシコは長年にわたって集めてきたスタッフとともに、最初の長編映画『新ガリバー』（ru:Новый Гулливер (фильм)）の撮影を開始した。脚本・監督はプトゥシコで、長編アニメーション映画としてばかりでなく、ストップモーション・アニメーションと実写を合成した映画としても、世界最初期の映画の1本である（最初というのであれば、オブライエンの『ロスト・ワールド』は1925年、『キング・コング』は1933年だが、『新ガリバー』はより技術的に手が込んでいて、しかも3000体に及ぶパペットを使っている）。原作はもちろん『ガリヴァー旅行記』だが、共産主義の視点から語られている。少年が夢の中でガリバーになって、リリパット国に上陸し、資本主義の迫害を受け、搾取されるというストーリーである。『新ガリバー』は1935年に公開された。ミラノ国際映画祭では特別賞も受賞した。
『新ガリバー』の成功で、プトゥシコはモスフィルムに、後にthe Ptushko Collectiveと呼ばれる、ストップモーション・アニメーション製作スタジオを持つことが許された。このスタジオで、1936年から1938年にかけて40本もの短編アニメーション映画が作られた。プトゥシコはほとんどの作品の監修はつとめたが、自分で監督をすることはあまりなかった。映画の内容は、後にプトゥシコが大きな成功を得ることになる、ロシアの民話・おとぎ話に基づいたものだった。
1938年、プトゥシコは長編第2作『黄金の鍵』（ru:Золотой ключик (фильм)）の製作に着手した。『新ガリバー』同様、ストップモーション・アニメーションと実写を合成させた映画である。『ピノッキオの冒険』の翻案で、ディズニーが『ピノキオ』を公開する2年前のことだった。『黄金の鍵』はソビエト国内では大成功を収めたが、国外への配給はされなかった。成功であったにもかかわらず、『黄金の鍵』はプトゥシンコが最後に手掛けたアニメーション映画になった。
第二次大戦中、モスクワのほとんどの映画人たちはカザフスタンのアルマトイに疎開させられた。もちろんプトゥシコもその中に含まれた。プトゥシコは特撮の仕事を続けたが、戦争が終わるまで監督はしなかった。

### 英雄神話時代
第二次大戦が終わり、プトゥシコはモスクワに戻った。そこでプトゥシコはロシア人監督として最初のカラー映画を作ることになる。ドイツから押収したアグファの三色カラー・フィルムがあったので、プトゥシコはそれを使って、ロシアの民間伝承を題材にした長編映画を作ることにした。それが彼の代表作『石の花』（ru:Каменный цветок (фильм)）で、ロシア最初のカラー映画であるばかりでなく、1946年の第1回カンヌ国際映画祭では色彩映画賞を受賞した。
以後12年間、プトゥシコは『石の花』同様の民話に基づいた映画を撮り続ける。『虹の世界のサトコ』（ru:Садко (фильм), 1952年）、『豪勇イリヤ 巨竜と魔王征服（キング・ドラゴンの逆襲 魔竜大戦）』（Илья Муромец, 1956年）、『魔法の水車 サンポ』（Сампо, 1958年）などである。どれも英雄神話に基づいたもので、視覚的にも非常に野心的だった。このうち、『虹の世界のサトコ』はヴェネツィア国際映画祭銀獅子賞を受賞した。また『豪勇イリヤ 巨竜と魔王征服』はソビエト映画初のワイドスクリーンならびにステレオ録音映画で、またしてもプトゥシコは「最初の監督」になった（IMDBにある謳い文句によると『イリヤ』は「キャスト106000人！　馬11000匹！」ということだ）。

### その後
『魔法の水車 サンポ』を撮った後、プトゥシコは英雄ファンタジーに見切りをつけ、もう少し現実に根ざした映画を作るようになる。その最初の作品が『深紅の帆』（ru:Алые паруса (фильм), 1961年）である。中世の雰囲気漂うロマンティックな冒険映画で、ファンタスティックな要素と特撮は減少していた。続いて手掛けたのは、『失われた時間の話』（ru:Сказка о потерянном времени (фильм), 1964年）。老人に若さを盗まれた子供たちの話で、ファンタジー的要素は復活したものの、現代が舞台で、プトゥシコ作品の中でも異色作である。
1966年には、再び英雄ファンタジーの『サルタン王物語』（ru:Сказка о царе Салтане (фильм)）を作る。1967年の『妖婆 死棺の呪い（魔女伝説ヴィー）』（ru:Вий (фильм, 1967)）は魔女や妖怪たちが登場するファンタジー・ホラー映画である（プトゥシコは製作・特撮監督・共同脚本で、監督はゲオルギー・クロパチェフとコンスタンチン・エルショフ）。
1968年、プトゥシコは彼の映画人生で最も大作となる『ルスランとリュドミーラ』（ru:Руслан и Людмила (фильм, 1972)）を撮った。上映時間149分。プーシキンの同名の詩を原作で、特撮や映像のマジックもふんだんに使われていた。製作には4年を費やし、公開されたのは1972年。しかし、この作品はプトゥシコの最後の映画となった。公開の数ヶ月後、プトゥシコは72歳でこの世を去ったからである。

## アメリカ再編集版
- 豪勇イリヤ 巨竜と魔王征服

1960年、Valiant Picturesが『The Sword and the Dragon（剣とドラゴン）』（en:Ilya Muromets (film)）のタイトルで公開。上映時間は95分から83分に短縮。英語吹き替えのため、原版のステレオ録音は破棄。主人公イリヤはそのままだが、他のキャラクターの名前はロシア的響きを嫌って変更された。
- 虹の世界のサトコ

1962年、ロジャー・コーマンが『The Magic Voyage of Sinbad（シンドバッド魔法の航海）』のタイトルで公開。上映時間は89分から79分に短縮。英語吹き替え。サトコはシンドバッド（シンバッド）に変更。なおこの映画の脚本潤色者は、若き日のフランシス・フォード・コッポラだった。
- 魔法の水車 サンポ

1964年、AIPが『The Day the Earth Froze（地球が氷つく日）』（en:Sampo (film)）のタイトルで公開。上映時間は91分から67分に大幅に短縮。英語吹き替え。登場人物の名前だけでなく、スタッフ＆キャストのクレジットまでロシア人風でない名前に変更された。ちなみにプトゥシコの名前はGregg Sebelious。